# Список персонажів телесеріалу «Відчайдушні домогосподарки»

Гліцинієва Алея (Вістерія Лейн) — план із розташуванням будинків

«Відчайдушні домогосподарки» — американський комедійно-драматичний серіал, який транслювався на ABC. Він зосереджується на людях, які живуть на вигаданій вулиці Вістерія, як розповідає їхня померла сусідка Мері Еліс Янг (Бренда Стронг). Зокрема, серіал розповідає про чотирьох головних героїнь і подруг Мері Еліс, Сьюзен Маєр (Тері Гетчер), Лінетт Скаво (Фелісіті Гаффман), Брі Ван де Камп (Марсія Кросс) і Габріель Соліс (Єва Лонгорія). У фільмі «Відчайдушні домогосподарки» представлений акторський ансамбль, до якого також входять чоловіки, діти, любовні інтереси, сусіди та інші знайомі.

## Головні герої
Нижче наведено персонажок та персонажів, які були в головній ролі в будь-якій точці серіалу. Вони відсортовані в порядку, в якому вони були представлені головному складу, а не за кількістю епізодів, екранним часом або популярністю.

### Сьюзен Маєр
Сьюзен — ілюстраторка, яка працює з дому. Вона має дочку Джулі від колишнього чоловіка Карла. З Майком вона також має спільного сина, якого вони називають MJ. Сьюзен зберігає свою внутрішню дитину: вона авантюрна, романтична, трохи незграбна і часто створює безлад. Сьюзан живе на Вістерія-Лейн зі своїми подругами: Лінетт Скаво, Брі Ходж і Габріель Соліс.
Персонажку грає Тері Гетчер. 

### Лінетт Скаво
Лінетт — розчарована мати п’ятьох дітей, яких вона народила від свого інфантильного чоловіка Тома (Дуг Савант). Успішна підприємиця в минулому, Лінетт прагне повернутися до робочого життя, борючись із повсякденними викликами виснажливого материнства, з яким чоловік не поспішає їй допомагати. Лінетт — розумна, практична, раціональна, емоційно стійка, ініціативна, незалежна, має сильний характер і відмінне почуття гумору. 
Ця роль принесла Фелісіті Гаффман нагороду «Еммі» за найкращу жіночу роль у комедійному телесеріалі в 2005 році, а також номінацію на премію «Золотий глобус» з 2005 по 2007 рік.

### Брі Ван де Камп
Має дітей Ендрю та Даніель, живе з родиною на Вістерія-Лейн, 4354. Брі — вишукана, стримана, небагатослівна й аристократична. Але при цьому їй важко відчувати власні потреби та висловлювати почуття.
Основною боротьбою Брі протягом серіалу були її спроби зберегти ідеальне життя дружини та домогосподарки, попри перешкоди, такі як вдівство, подружня зрада чоловіка, розлучення, складних дітей-підлітків. Рамки суспільства тиснуть на неї, змушуючишукати досконалості і поглиблюючи внутрішні конфлікти, які виливаються в ОКР та розвиток алкоголізму.
Чоловіки Брі Ван де Камп: Рекс Ван де Камп (Стівен Калп), Орсон Годж (Кайл  Маклаклен) і Тріп Вестон (Скотт Бакула).
Її зіграла акторка Марсія Кросс, яка отримала безліч нагород і номінацій за свій образ, включаючи номінацію на премію «Еммі», три номінації на «Золотий глобус» і дві нагороди Гільдії кіноакторів. Зображення Брі, виконане Кросс, було високо оцінено критикою та фанатами. 

### Габріель Соліс
Габріель Соліс — колишня топ-модель з Нью-Йорка, яка одружилася і переїхала в передмістя. З багатим бізнесменом Карлосом Солісом у неї двоє дочок, Хуаніта і Селія. Вони переїхали на Wisteria Lane у 2003 році, за рік до початку серіалу.
Габрієль є гедоністичною, іронічною та стикається з незвичними для себе умовами життя в передмісті, вимушеного безробіття і байдужістю чоловіка.
Габріель Соліс дружить з Брі Ван Де Камп, Лінетт Скаво, Сьюзан Маєр, місіс МакКласкі та Рене Перрі.
Персонажку грає Єва Лонгорія. За свою гру Лонгорія була номінована на премію «Золотий глобус» як найкраща акторка телевізійного серіалу, мюзиклу або комедії.

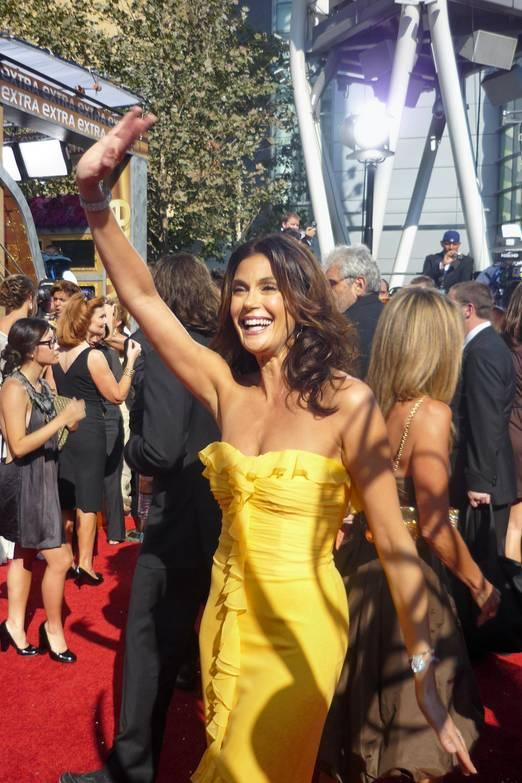
Тері Гетчер
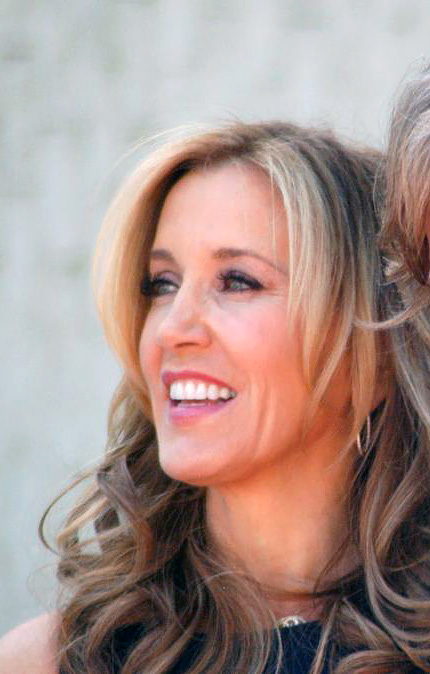
Фелісіті Гаффман
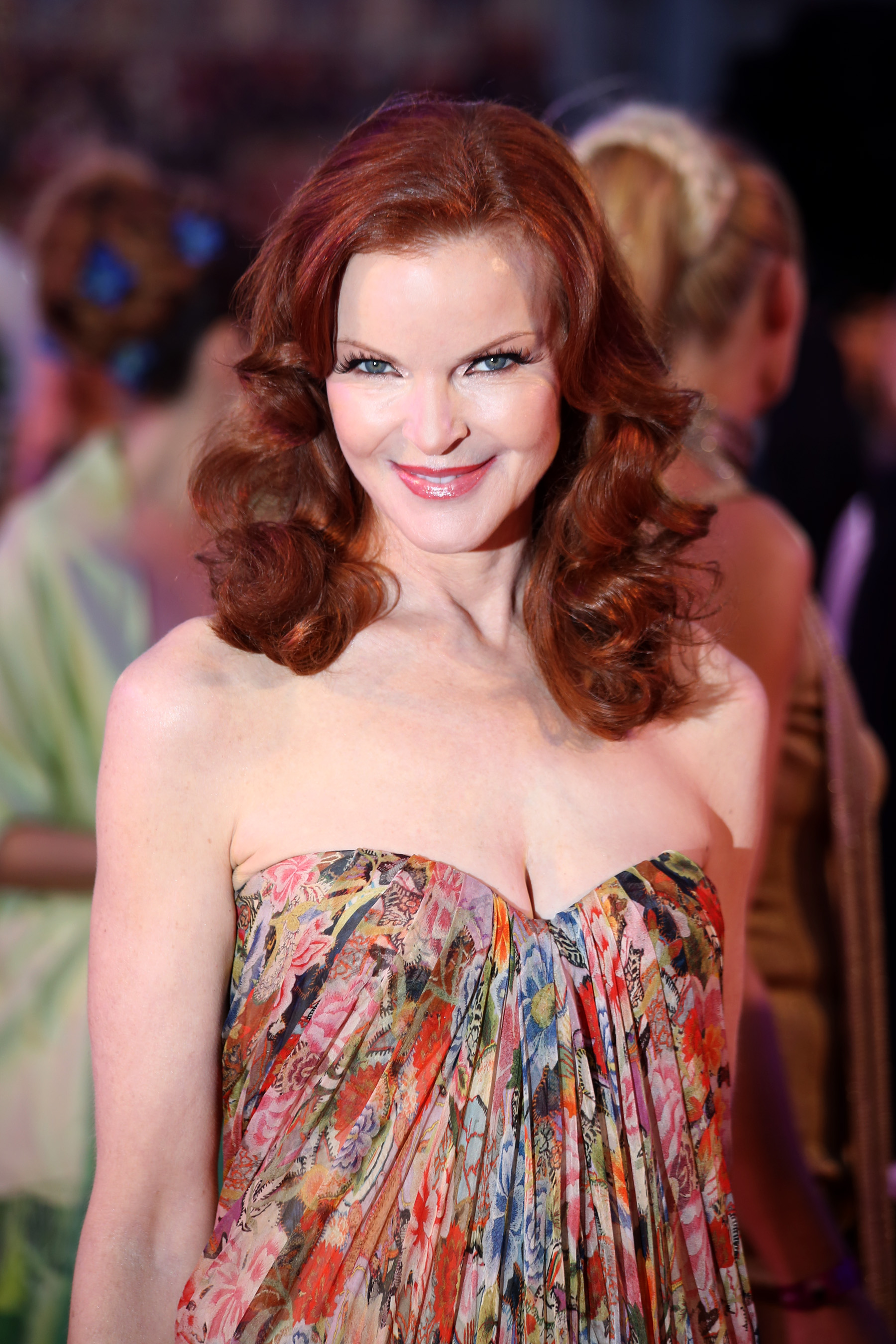
Марсія Кросс
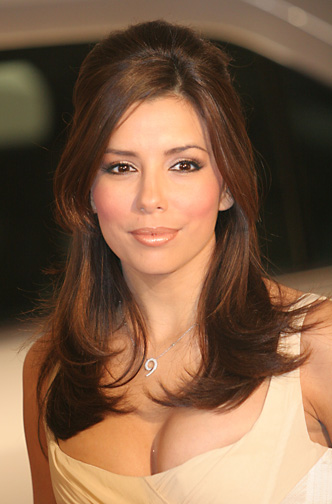
Єва Лонгорія

### Еді Брітт
У серіалі Еді жила за адресою 4362 Wisteria Lane у Ферв'ю і була агенткою з нерухомості. Вона була тричі одружена: з Чарльзом Маклейном (від якого у неї був син Треверс), Умберто Ротвеллом і Дейвом Вільямсом. Упродовж часу в серіалі вона також мала численні стосунки з колишніми чоловіками або колишніми коханцями інших персонажок, виступаючи як їх антагоністична конкурентка.
Ніколет Шерідан зіграла роль Еді від її дебюту в пілотному епізоді серіалу до смерті персонажки в п'ятому сезоні. Зображення героїні Шерідан принесло їй номінацію на премію «Золотий глобус» за найкращу жіночу роль другого плану.

### Майк Дельфіно
Персонажа зображує Джеймс Дентон від початку серіалу до восьмого й останнього сезону серіалу. На початку серіалу Майк щойно переїхав у район Wisteria Lane. У першому епізоді Сьюзен Маєр зустрічає його на похоронах Мері Еліс. Сьюзен закохується в Майка, як і Еді Брітт. Потроху стосунки Майка та Сьюзен поглиблюються. Однак у Майка є секрет: він просто грає доброзичливого сусідського сантехніка, але таємно намагається дізнатися долю своєї дівчини Дейрдри, яка зникла багато років тому. Батько Дейрдри, Ноа, найняв Майка розкрити цю справу, оскільки той помирає від хвороби і хоче знати, що сталося з його дочкою.

### Рекс Ван де Камп
Персонажа зіграв Стівен Калп. Рекс Ван де Камп є першим і покійним чоловіком однієї з головних героїнь серіалу, Брі Ван де Камп (у виконанні Марсії Кросс). Камп був частиною основного акторського складу лише протягом першого сезону через смерть Рекса у фіналі сезону 1, але багато разів виступав у гостях у решті серіалу. Він лікар за професією, він був першим чоловіком Брі, вони обидва республіканці, насправді вони познайомилися на зустрічі «Молодих республіканців» під час навчання в коледжі. Вони з Брі одружилися молодими і через деякий час стали батьками двох дітей, Ендрю та Даніель, і оселилися на Вістерія-Лейн, за номером 4354. Рекс розчарований психологічними проблемами Брі і відсторонюється від неї. Вони перебувають у постійному конфлікті. Рекс відкрито зізнався, що любить Брі як ту безтурботну жінку, якою вона колись була, ту, яка «робила палені тости та пила з коробки молоко». Рекс часто є нечутливим до Брі.

### Карлос Соліс
Персонажа зобразив Рікардо Чавіра. У більшій частині серіалу він є чоловіком Габріель Соліс, яку грає Єва Лонгорія. Вони мають двох дочок, Хуаніту та Селію Соліс. Карлос і Габбі переїхали на Wisteria Lane у 2003 році, за рік до початку серіалу. Карлос народився в Мексиці і є сином Хуаніти та Дієго Соліса. Карлос — людина з сильними сімейними цінностями, він також добре дружить з Томом Скаво та Майком Дельфіно, насправді він вважає їх своїми найкращими друзями. Неодноразово він виявляв певний потяг до Лінетт Скаво. Карлос живе за адресою 4349 Wisteria Lane і деякий час жив у будинку Майка за адресою 4356. Карлос — типовий бізнесмен, він амбітний і любить демонструвати свої активи іншим, ця частина його характеру змушує його виглядати самовпевненим та егоцентричним, але він також виявляє альтруїстичну сторону та чутливість. Багато разів через проблеми з самоконтролем він легко втрачає самовладання.

### Пол Янг
Персонажа грає актор Марк Мозес. Пол Янг є вдівцем Мері Еліс Янг, оповідачки серіалу. Після виходу з шоу в третьому сезоні Пол повернувся в фіналі шостого сезону і знову став постійним учасником у сьомому сезоні, в якому він є центром таємниці. Пол Янг є прийомним батьком Зака Янга. Пол є першим персонажем серіалу, який у певному сенсі зіграв антагоністичну роль, він має дуже неоднозначний характер, здатний робити найекстремальніші жести для досягнення своїх цілей, вміє бути дуже жорстоким, коли він хоче, і іноді він висловлюється іншим з саркастичним тоном і з певною ноткою зарозумілості. Попри все, він любить свою сім’ю, Пол не зовсім погана людина. У перших двох сезонах серіалу чоловік жив на Wisteria Lane, 4352, а в сьомому сезоні — на 4353.

### Мері Еліс Янг
Роль виконала Бренда Стронг. Самогубство персонажки в пілотному епізоді послужило каталізатором серіалу. Розповідь Мері Еліс є важливою для історії про Вістерію Лейн, оскільки серіал обертається навколо того, як вона ділиться секретами своїх подруг і сусідів. Мері Еліс вважається найзагадковішою з домогосподарок, оскільки спочатку відомі лише частини її історії. Любляча, небайдужа дружина та мати, яка була щедрою до своєї родини та сусідів, вона була останньою людиною, від якої хтось із них сподівався самогубства. Після смерті Мері Еліс бачить те, чого не побачила б, коли була жива: вразливі місця, брехню та таємниці своїх друзів. Вона не стільки засуджує їх, скільки любить їх більше через їхні недоліки, шкодуючи за те, як вони маніпулюють і завдають болю тим, про кого найбільше піклуються. Попри те, що Мері Еліс померла після пілотного епізоду, вона продовжувала мати провідну сюжетну лінію протягом першого та другого сезонів серіалу. Після цього Стронг продовжувала спорадично з'являтися як Мері у спогадах, снах і як привид для інших персонажів, розповідаючи майже кожен епізод серіалу.

### Джулі Маєр
Персонажку грає акторка Андреа Боуен, і вона вперше з'явилася в пілотному епізоді серіалу в 2004 році. Вона дочка Сьюзен Дельфіно (Тері Гетчер) і Карла Маєра (Річард Бергі). Вони ділять опіку над Джулі, хоча вона живе переважно зі Сьюзен. Джулі характеризують як «яскраву, самодостатню та надзвичайно зрілу для свого віку». Вона часто виступає в батьківській ролі у стосунках з матір'ю, особливо після розлучення Сьюзен із Карлом. Однак, починаючи з 6-го сезону, особистість Джулі дуже змінилася, і вона сказала, що більше не була «ідеальною» донькою.

### Джон Ровленд
Персонажа зіграв актор Джессі Меткалф. Він садівник-підліток однієї з домогосподарок, Габріель Соліс (Єва Лонгорія), з яким вона зраджує своєму чоловікові, Карлосу Солісу (Рікардо Антоніо Чавіра). У першому сезоні серіалу Джона Роуленда вважали секс-символом. Лонгорія пояснила привабливість Джона тим фактом, що його бачили без сорочки в кожному епізоді. На початку серіалу стосунки Джона та Габріель тривають уже рік.

### Зак Янг
Захарі «Зак» Янг (Коді Кеш) — прийомний син Пола та Мері Еліс. Біологічні батьки Зака — Дейрдра Тейлор і Майк Дельфіно; однак це, а також його оригінальне ім'я, Дана Тейлор, не розкривається до «One Wonderful Day» (фінал першого сезону). У першому сезоні Зак пригнічений раптовим самогубством Мері Еліс, тому Пол відправляє його в психлікарню. 